# Băltăreți (okręg Gałacz)
Băltăreți – wieś w Rumunii, w okręgu Gałacz, w gminie Cosmești. W 2011 roku liczyła 732 mieszkańców.